# Occitanië (streek)

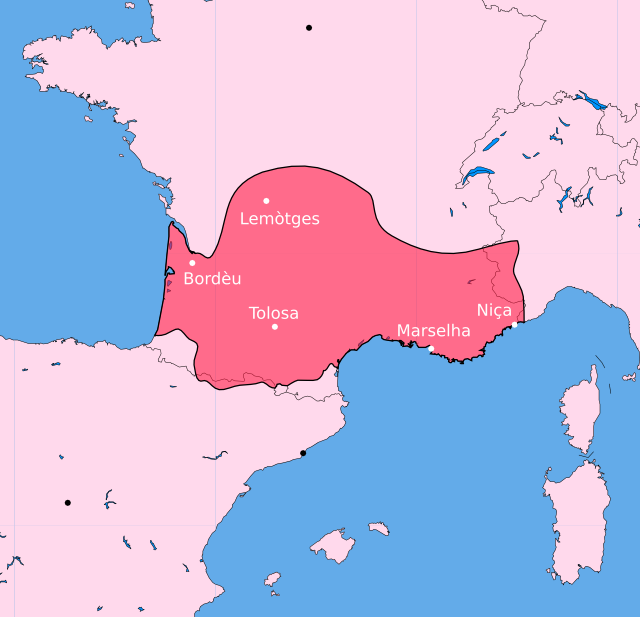
Kaart van Frankrijk met Occitanië ingekleurd.

Occitanië (Occitaans: Occitània, Frans: Pays d'Oc) noemt men het gebied waar Occitaans wordt gesproken. Het gebied werd in de middeleeuwen meestal aangeduid met 'Provincia' of 'Langue d'Oc', en viel in het feodale stelsel traditioneel in het Frankische Rijk. Met 'Langue d'Oc' werd tevens de taal aangeduid, tegenover de 'Langue d'Oïl' van het noorden; 'Oc' en 'Oïl' betekenen beide 'ja'. Ze stammen allebei van het vulgair Latijn 'hoc ille', 'dìt' met nadruk. Met uitzondering van het gebied ten zuiden van Bayonne, waar Baskisch de moedertaal is, en Roussillon, de streek rond Perpignan waar Catalaans wordt gesproken, is het ongeveer het deel van Frankrijk ten zuiden van de lijn Bordeaux, Limoges, Clermont-Ferrand, Valence naar Briançon. Occitaans wordt buiten Frankrijk ook gesproken in de Val d'Aran in Catalonië en in enkele valleien in de Piëmontese Alpen.
In Occitanië liggen de volgende administratieve regio's:
- Auvergne-Rhône-Alpes (de departementen  Ardèche, Cantal, Drôme, Haute-Loire en Puy-de-Dôme)
- Nouvelle-Aquitaine (met uitzondering van de departementen Charente, Charente-Maritime, Deux-Sèvres en Vienne)
- Occitanië (regio) (in de beperkte betekenis; Frans: Occitanie)
- Provence-Alpes-Côte d'Azur

Er wonen ongeveer 15 miljoen mensen, waarvan ongeveer 10 miljoen Occitaans begrijpen en ongeveer 2 miljoen het dagelijks spreken. Statistieken betreffende minderheidstalen in Frankrijk zijn officieuze benaderingen.

Het wapen van het huis van Toulouse, dat als inofficiële vlag van Occitanië dient. In iets aangepaste vorm is het de vlag van de voormalige regio Midi-Pyrénées

Na de kruistochten tegen de katharen kwam Occitanië onder meer directe invloed te staan van de Franse kroon. Daarvoor bestond het veelal uit onafhankelijke staatjes met de Franse of Aragonese koningen als suzerein, maar in praktijk functioneerden ze zonder enige hogere autoriteit. De belangrijkste gebieden waren het graafschap Toulouse en het burggraafschap van het huis Trencavel. Sinds de 20e eeuw zijn er bewegingen actief die streven naar meer autonomie. De Occitaanse cultuur beleeft een opleving door middel van bijvoorbeeld tweetalige plaatsnaamborden.

## In Nederlands
Occitanië wordt al in 1607 in het Nederlands getuigd. 

## Sport
Occitanië wordt in het voetbal vertegenwoordigd door het Occitaans voetbalelftal. Het speelt soms internationale wedstrijden. Onder auspiciën van de voetbalbond NF-Board behaalde Occitanië in 2006 een derde plaats op het toernooi, tot heden het beste resultaat van het team.
De eindronde van het VIVA Wereldkampioenschap voetbal 2006 voor voetbalteams die geen lid zijn van de FIFA of de UEFA, werd van 20 november tot 25 november 2006 in Occitanië gehouden.
In Occitanië is ook rugby een relatief populaire sport. Van de veertien professionele teams uit de Top 14 komen er elf uit het zuiden van Frankrijk, waarvan acht uit Occitanië, twee uit Frans-Baskenland en één uit Frans-Catalonië.